# Championnats d'Afrique d'aquathlon
Les championnats d'Afrique d'aquathlon  sont une épreuve d'aquathlon organisée par la Fédération africaine de triathlon (ATU). 
Les championnats impliquent un fonctionnement continu, natation-course, avec un parcours de course à pied de 2,5 km suivi d'une épreuve de natation de 1 km et d'un parcours de course à pied de 2,5 km.

## Lieux des épreuves
| Année | Date     | Ville           | Pays   | Distances de courses (kilomètres) | Distances de courses (kilomètres) | Distances de courses (kilomètres) |
| Année | Date     | Ville           | Pays   | Course à pied 1                   | Natation                          | Course à pied 2                   |
| ----- | -------- | --------------- | ------ | --------------------------------- | --------------------------------- | --------------------------------- |
| 2016  | 8 avril  | Charm el-Cheikh | Égypte |                                   |                                   |                                   |
| 2023  | 21 mai   | Charm el-Cheikh | Égypte | 2,5                               | 1                                 | 2,5                               |
| 2024  | 20 avril | Hurghada        | Égypte |                                   |                                   |                                   |

## Palmarès

### Podiums masculins
| Année | Or               | Argent                   | Bronze            |
| ----- | ---------------- | ------------------------ | ----------------- |
| 2016  | Mohanad Elshafei | Mohamed Aziz Ben Ferjani | Khaled Essam      |
| 2023  | Badr Siwane      | Mohamed Elshafei         | Siefeldeen Ismail |
| 2024  | Youssef Ehab     | Omar Karem               | Ibrahim Aly       |

### Podiums féminins
| Année | Or                 | Argent           | Bronze         |
| ----- | ------------------ | ---------------- | -------------- |
| 2016  | Basmla Elsalamoney | Ibtissem Harrabi | Nada Alaaeldin |
| 2023  | Kahina Mebarki     | Malak Khaled     | Rahma Ahmed    |
| 2024  | Rahma Ahmed        | Lilly Hatem      | Areeg Medhat   |

## Tableau des médailles
| Pos. | Pays    | Médaille d'or | Médaille d'argent | Médaille de bronze |    |
| ---- | ------- | ------------- | ----------------- | ------------------ | -- |
| 1    | Égypte  | 4             | 4                 | 6                  | 14 |
| 2    | Algérie | 1             | 0                 | 0                  | 1  |
| 2    | Maroc   | 1             | 0                 | 0                  | 1  |
| 4    | Tunisie | 0             | 2                 | 0                  | 2  |